# Ghosts on the Boardwalk
Ghosts on the Boardwalk è l'ottavo album in studio del gruppo musicale punk rock statunitense The Bouncing Souls, pubblicato nel 2010.

## Tracce
1. Gasoline – 4:05
2. Never Say Die/When You're Young – 3:57
3. I Think That the World – 3:02
4. Ghosts on the Boardwalk – 3:51
5. Airport Security – 3:50
6. Badass – 2:38
7. Mental Bits – 3:14
8. Dubs Says True – 3:31
9. Boogie Woogie Downtown – 3:24
10. Big Eyes – 3:37
11. We All Sing Along – 3:50
12. Like the Sun – 4:15

## Formazione
- Greg Attonito - voce
- Pete Steinkopf - chitarra
- Bryan Kienlen - basso
- Michael McDermott - batteria